# پیست ژوزه کارلوس پیس

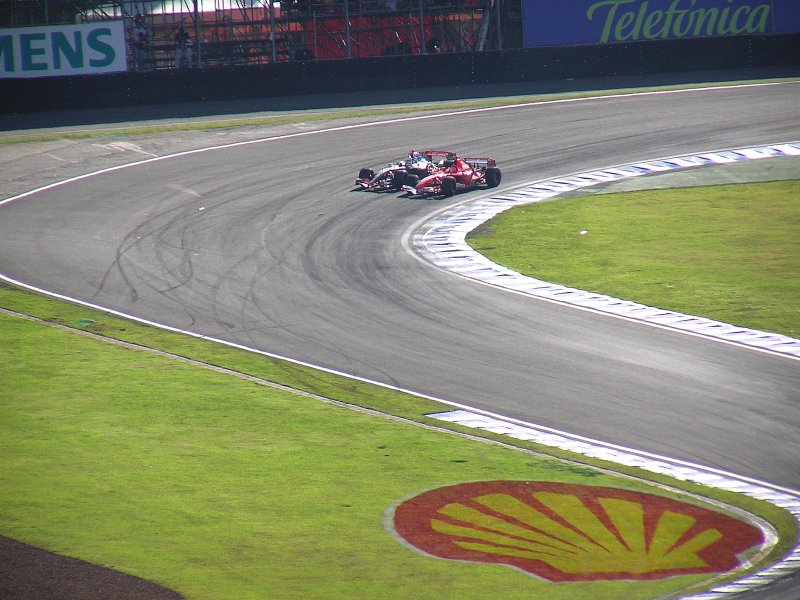
نخستین پیچ محبوب‌ترین نقطهٔ سبقت‌گیری است. میشائیل شوماخر در جایزه بزرگ برزیل ۲۰۰۶ از کیمی رایکونن عبور می‌کند.

پیست ژوزه کارلوس پیس (انگلیسی: Autódromo José Carlos Pace) یک پیست ورزش‌های موتوری در سائو پائولو، برزیل است.
این پیست که معمولاً برای مسابقات فرمول یک استفاده می‌شود در سال ۱۹۴۰ افتتاح شده و ظرفیت آن ۶۰٬۰۰۰ نفر است.

## نگارخانه

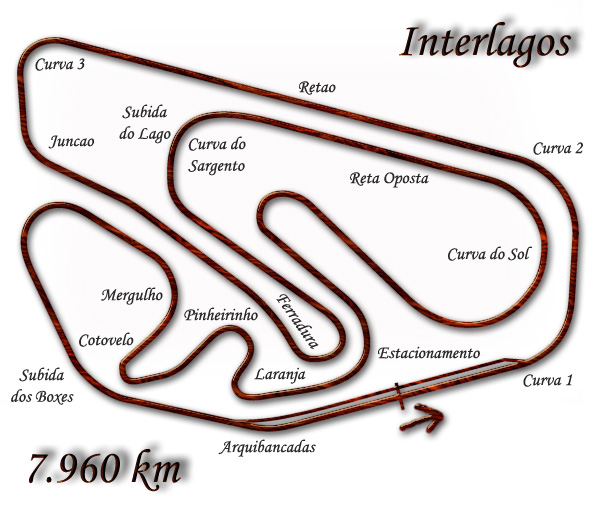
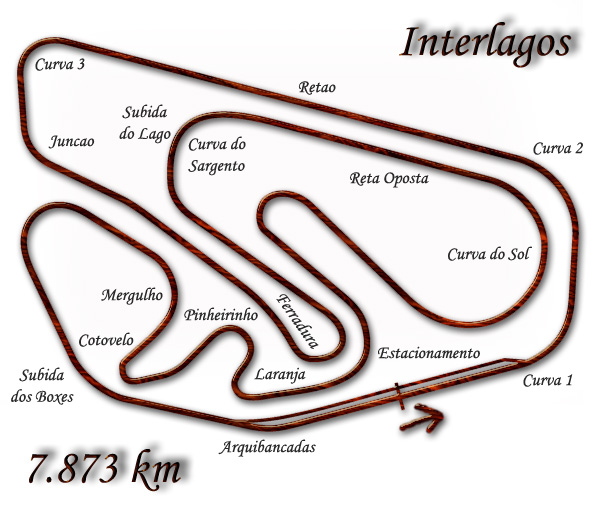
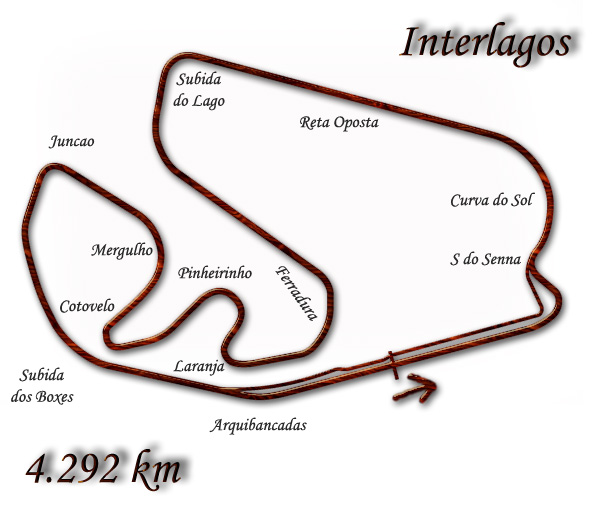
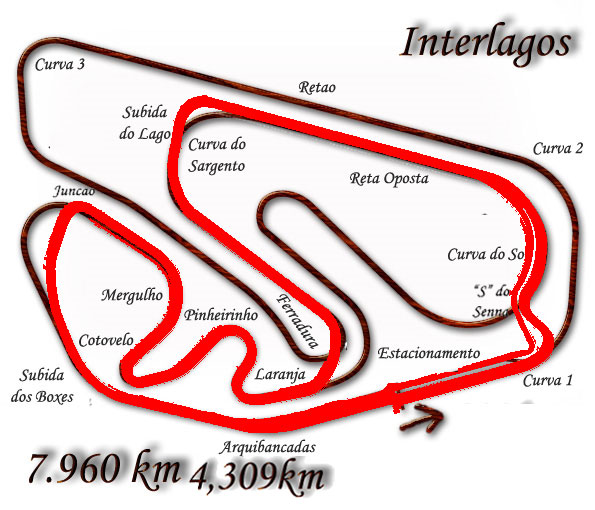